# دانيال ماتسوساكا
دانيال ماتسوساكا (باليابانية: 松坂 暖) (مواليد 13 أغسطس 1997) هو لاعب كرة قدم ياباني.

## وصلات خارجية
- دانيال ماتسوساكا على موقع رابطة كرة القدم اليابانية للمحترفين (اليابانية)
- دانيال ماتسوساكا على موقع قاعدة بيانات كرة القدم.إي يو (الإنجليزية)
- دانيال ماتسوساكا على موقع Soccerway.com (الإنجليزية)
- دانيال ماتسوساكا على موقع عالم كرة القدم.نت (الإنجليزية)